# 畑山薫
畑山 薫（はたやま かおる、1951年8月27日 - ）は、日本の実業家。日本発条株式会社代表取締役副社長であった。2016年にものづくり会議共同議長賞を受賞した。

## 経歴
- 昭和49年4月 日本発條株式会社入社
- 平成18年6月 執行役員
- 平成21年6月 常務執行役員
- 平成24年4月 専務執行役員
- 平成26年4月 副社長執行役員
- 平成26年6月 代表取締役副社長執行役員

（出典）